# Mostri (Dean Koontz)
Mostri (Watchers) è un romanzo horror fantascientifico del 1987 dello scrittore statunitense Dean Koontz. Insieme a Strangers, Lampi e Mezzanotte, Mostri ha il merito di aver stabilito lo status di Koontz come autore di successo.
È stato pubblicato per la prima volta in italiano nel 1989.
Nella trama del libro, tre racconti apparentemente dissimili tra loro finiranno con il congiungersi.

## Trama
Travis Cornell, ex agente della Delta Force, mentre sta esplorando un canyon vicino a casa sua incontra due creature geneticamente modificate che sono fuggite da un laboratorio governativo top-secret. Uno, un golden retriever dotato di grande intelligenza, fa amicizia con Travis; l'altro, una creatura nota come l'Outsider, sembra tentare di uccidere il cane. Dopo essere sfuggito all'Outsider, Travis porta il cane a casa sua e, alla scoperta dell'eccezionale intelligenza del cane, lo chiama Einstein.
Più tardi, lui ed Einstein trovano e, in un parco, salvano la vita a Nora Devon che è stata aggredita da un uomo pericoloso, Arthur Streck.
Travis, Nora ed Einstein si ritroveranno ben presto in fuga non solo dall'Outsider, ma anche dagli agenti federali, determinati a rintracciare i fuggitivi del laboratorio, e Vince Nasco, uno spietato assassino professionista, assunto dai sovietici per uccidere diversi bersagli umani che erano a conoscenza di come fermare l'Outsider.

## Personaggi
Travis CornellEx soldato di 36 anni che ha trascorso gran parte della sua carriera come agente della Delta Force. Dopo aver lasciato i militari è diventato un mediatore immobiliare di successo, ma in seguito ha lasciato anche quel lavoro. A causa delle molte delusioni subite per tutta la vita e delle molte persone a lui vicine che sono morte, è diventato depresso e cinico. Quando incontra Nora Devon ed Einstein, tutto questo cambia e inizia a godersi di nuovo la vita.
Nora DevonUna reclusa di 30 anni che vive con la zia Violet da quando aveva due anni. Ridicolizzata e tormentata da sua zia per tutta la vita, Nora ha perso ogni senso di autostima ed è a malapena in grado di uscire da casa sua. Desidera diventare parte del mondo ed impara a farlo attraverso le sue relazioni con Travis e Einstein.
EinsteinUn golden retriever geneticamente modificato, creato in un laboratorio governativo top-secret, che ha acquisito un livello d'intelligenza in competizione con quello di alcuni esseri umani. Crea una stretta relazione con Travis e Nora.
The OutsiderUn'altra forma di vita geneticamente modificata creata nello stesso laboratorio di Einstein. L'Outsider, il cui aspetto è mostruoso e terrificante, è stato trattato con disprezzo, il che gli ha provocato un profondo odio nei confronti degli esseri umani e di Einstein. La sua forma di base è un babbuino ma con le sue caratteristiche più pericolose esaltate ad esempio artigli e mascelle.
Vince NascoUn assassino indipendente che crede di assorbire le anime di coloro che uccide e che se assorbirà abbastanza anime, alla fine diventerà invincibile. Nasco viene assunto da un cliente sconosciuto per assassinare tutti gli scienziati che hanno lavorato nel laboratorio in cui sono stati creati Einstein e L'Outsider.  Nasco scopre Einstein e progetta un piano per catturarlo e riscattarlo per un guadagno finanziario.
Arthur StreckStalker di Nora. Non è un personaggio principale.
Lemuel JohnsonUn agente della NSA incaricato di dare la caccia ad Einstein e all'Outsider a seguito della loro fuga dal laboratorio. È un atipofobico a causa della sua severa e dura educazione da parte di suo padre, un uomo di classe nera di classe medio-alta che crede che il fallimento non sia mai accettabile.

## Adattamenti
Una serie di film horror a basso budget sono stati tratti dal libro.
- Alterazione genetica (Watchers) (1988)
- Alterazione genetica II (Watchers II) (1990)
- Watchers III (1994)
- Watchers Reborn (1998)

## Edizioni

### Italiane
- 1989 - Sperling & Kupfer (Pandora n. 468), ISBN 88-20-00935-8
- 1990 - Euroclub
- 1992 - Sperling Paperback (Superbestseller n. 236), ISBN 88-78-24243-8